# Lidianópolis
Lidianópolis est une municipalité brésilienne située dans l'État du Paraná.